# Hrvatski deflimpijski odbor
Hrvatski deflimpijski odbor (HDO), starog naziva Hrvatski športski savez gluhih, osnovan je 29. veljače 1992. godine u Zagrebu. Hrvatski deflimpijski odbor nacionalni je sportski savez koji okuplja sportske saveze, društva i klubove gluhih osoba s područja Hrvatske. Članom je Međunarodnog odbora za sport gluhih (CISS) od 1993. godine.

## Sportovi
Sportovi koje obuhvaća HDO jesu:
- badminton
- curling
- hrvanje
- košarka
- kuglanje
- mali nogomet
- nogomet
- odbojka na pijesku
- orijentacijsko trčanje
- pikado
- plivanje
- rukomet
- skijanje
- stolni tenis
- streljaštvo
- šah
- tenis

## Vanjske poveznice
- Službena stranica